# 今日のフランスにおける社会主義と共産主義
『今日のフランスにおける社会主義と共産主義』（Der Socialismus und Communismus des heutigen Frankreiches）は19世紀ドイツの国家学者であるローレンツ・フォン・シュタイン（1815年‐1890年）の1842年の著作。社会主義や共産主義、プロレタリアートといった概念をドイツにおいて初めて学問的に紹介した書であり、パリに行く以前のカール・マルクスはこの書物から大きな影響を受け、共産主義に接近していくきっかけになった。

## 本書成立の経緯
ローレンツ・フォン・シュタインは1841年10月から1843年3月までパリに留学し、フランス法制史を学びつつ、エティエンヌ・カベ、ピエール・ジョゼフ・プルードン、ヴィクトル・コンシデラン等の社会主義者、共産主義者と交わり、そこで得た知識から本書を1842年に執筆・刊行する。

## 本書の構成
本書『今日のフランスにおける社会主義と共産主義』は以下のような構成になっている。
- 序文
- 第1部「平等の原理」
  - 1  プロレタリアート
    - フランス史における平等原理の展開

  - 2  革命以前のフランス社会における対立
  - 3  三つの憲法、1791年、1793年、1795年
  - 4  革命後のフランス社会における対立　
  - 5  ブルジョアジーと人民
  - 6  帝政期と王制復古
  - 7  七月革命
  - 8  その諸結果
  - 9  フランスにおける平等原理の有機的形態化の開始

- 第2部「社会主義者たち」
  - 1 社会主義の科学的一般性格
  - 2 サン＝シモンとサン＝シモン派
    - (1)サン＝シモン
      - 第1期――1797年まで
      - 第2期――1802年まで
      - 第3期――1814年まで
      - 第4期――1825年まで

    - (2)サン＝シモン派
      - 第1期――七月革命まで
      - 第2期――七月革命とサン＝シモン主義
      - 第3期――分裂と解体

  - 3 フーリエ主義総説
    - (1)シャルル・フーリエとその学派
    - (2)フーリエの体系
      - (i)その基礎
      - (ii)衝動論
      - (iii)フーリエの宇宙生成論
      - (iv)歴史哲学と現代文明批判
      - (v)調和的労働の理念
      - (vi)ファランジュとファランステール
- 第3部「併存する著述家たち」
  - 1 一般的性格
  - 2 F・ド・ラムネー
  - 3 ピエール・ルルー
  - 4 P・J・プルードン　
  - 5 ルイ・ブラン
- 第4部「共産主義」
  - 1 その本質
  - 2 共産主義の史的性格
  - 3 共産主義の歴史
    - 第1革命期の共産主義、バブーフ
    - 七月革命後の共産主義
      - 第1形態、1830年 - 1835年、共和主義の時期
      - 第2形態、1835年〜1839年、バブーフ主義の時期
      - 第1形態、1839年以降、プロレタリアートと本来の共産主義
        - (1)平等主義的労働者
        - (2)改革主義者　Reformistes
        - (3)狭義の共産主義者
- 結語

- 付録I「フーリエの体系補説」
- 付録II「カベーの共産主義『共産主義者の信条』ドイツ語訳」

## 本書の影響圏
カール・マルクスはこの著作を読み、決定的な影響を受けたことが知られている。マルクスはカール・グリューンの『フランスとベルギーにおける社会運動』（1845年）がシュタインの本書を下敷きにしていることを指摘。シュタインの著作の方を高く評価している。
またシュタインのこの著作の第1部第1章「プロレタリアート」には「（サン＝シモン主義、フーリエ主義）この両者と並んで、共産主義という不気味で恐るべき幽霊が現れてくる」という一文があり、この文章はマルクスとフリードリヒ・エンゲルスによって執筆された綱領文書『共産党宣言（共産主義者宣言）』（1848年）冒頭の一文と酷似している。
石塚正英は自身の研究から、『共産党宣言（共産主義者宣言）』（1848年）の内容にはマルクス、エンゲルスの思想とは別に、シュタインのこの著作に影響を受けた共産主義者同盟幹部の職人革命家たちの政治的見地や社会的意識が反映されているとしている。

## 邦訳
石川三義・柴田隆行・石塚正英訳『平等原理と社会主義　今日のフランスにおける社会主義と共産主義』(法政大学出版局)ISBN 9784588003035